# Tri tankista
Na granice tuči hodjat hmuro, poznatija pod naslovom Tri tankista (Tri tenkista), je ruska patriotska pjesma, za koju su glazbu skladali braća Pokras, a tekst napisao Boris Laskin. Napravljena je za sovjetski filmski mjuzikl Traktoristi 1939. godine. Tekst je inspiriran sovjetsko-japanskim graničnim sukobom prethodne godine, i opisuje kako su pripadnici Crvene armije porazili japanske napadače. Pjesma je, kao i film, stekla popularnost, te je postala neslužbena himna sovjetskih, a nakon raspada SSSR-a i ruskih graničnih i oklopnih jedinica.